# Mysidella typhlops
Mysidella typhlops is een aasgarnalensoort uit de familie van de Mysidae. De wetenschappelijke naam van de soort werd in 1872 voor het eerst geldig gepubliceerd door Georg Ossian Sars.